# Renate Müller
Renate Müller o María Renata Müller (26 de abril de 1906, Múnich, Alemania - 7 de octubre de 1937, Berlín) fue una actriz y cantante muy popular en Alemania durante los años 30 del siglo XX. De fama equiparable a Marlene Dietrich, murió por una caída desde una ventana, sin embargo no se llegó a saber del todo si fue intencional o fue un asesinato. La última opción es la más fiable, ya que, los opositores al régimen nazi, acababan falleciendo de la misma manera que Müller.

## Biografía
Hija del editor de periódicos muniqués Karl Eugen Müller, creció en una familia acomodada. 
Su interés por las artes la llevó a conectarse con Georg Wilhelm Pabst, figura pionera de la cinematografía alemana desde principios de la década de los años 20 del siglo XX.  
En 1924 la familia se mudó a Berlín y ella se transformó en una actriz cotizada y en cine rápidamente como una de las favoritas del cine de alemán de la época. 
Participó como actriz en 25 películas. Sus dos mayores éxitos fueron La chica de la oficina o Secretaria privada (1931) y fue la original Victor Victoria de 1936.
Con la ascensión del nazismo, Marlene Dietrich emigró a los Estados Unidos, en cambio Müller permaneció en Berlín pese a su intensa oposición al régimen, que comenzó a usarla en películas de propaganda como Togger (1937), de Jürgen von Alten, junto a Hilde Seipp, al considerarla el prototipo de mujer aria. Müller rehusó participar en más films de propaganda.
Su muerte, acaecida después de una operación de rodilla, se debió a una caída desde el tercer piso, muriendo instantáneamente. Algunas fuentes argumentan que fue arrojada al vacío por la Gestapo, otras alegan el suicidio al sentirse atrapada por el régimen, otras adicción a la morfina. La versión oficial fue la de un ataque de epilepsia. 
En 1960 se filmó su vida bajo el título Liebling der Götter (Predilecta de los dioses) protagonizada por Ruth Leuwerik (1924-2016).